# Albert Lavantes
 (mai 2025).
Si vous disposez d'ouvrages ou d'articles de référence ou si vous connaissez des sites web de qualité traitant du thème abordé ici, merci de compléter l'article en donnant les références utiles à sa vérifiabilité et en les liant à la section « Notes et références ».
Pas d'image ? Cliquez ici

a Compétitions nationales et continentales officielles uniquement.

Albert Lavantes, né le 24 mars 1929 à Maubourguet (Hautes-Pyrénées) et mort le 24 décembre 2006 à Tarbes (Hautes-Pyrénées), est un joueur français de rugby à XV et de rugby à XIII évoluant au poste de centre à XV et également de centre à XIII dans les années 1950.
Natif des Hautes-Pyrénées, il pratique le rugby à XV dès son plus jeune âge et intègre le club du Stadoceste tarbais. Il dispute la finale du Championnat de France en 1951 perdue contre l'U.S. Carmaux en ayant pour coéquipier Armand Save et Serge Tonus. En 1952, il change de code de rugby et signe pour le R.C. Marseille en rugby à XIII. Avec celui-ci, il remporte à une reprise le titre de Coupe de France en 1957, en ayant pour équipier François Rinaldi, Auguste Ambert, Jean Rouqueirol, Roger Carmouze et Antranick Apellian.

## Biographie
Albert Lavantes est finaliste du Championnat de France en 1951 contre l'US Carmaux mais son équipe est vaincue 14 à 12. Le mois suivant cette défaite, il est également finaliste de la Coupe de France contre le FC Lourdes, son équipe étant une nouvelle fois battue.

## Palmarès

### Rugby à XV
- Collectif :
  - Finaliste du Championnat de France : 1951 (Stadoceste tarbais).
  - Finaliste de la Coupe de France : 1951 (Stadoceste tarbais).

### Rugby à XIII
- Collectif :
  - Vainqueur de la Coupe de France : 1957 (Marseille).
  - Vainqueur du Championnat de France de 2e division : 1960 (Saint-Gaudens).
  - Finaliste du Championnat de France : 1954 (Marseille).
  - Finaliste de la Coupe de France : 1955 (Marseille).
  - Finaliste du Championnat de France de 2e division : 1961 (Saint-Gaudens).

#### Détails en club
| Saison    | Saison             | Championnat                      | Championnat | Coupe           | Coupe      |
| Saison    | Saison             | Comp.                            | Class.      | Comp.           | Class.     |
| --------- | ------------------ | -------------------------------- | ----------- | --------------- | ---------- |
| 1952-1953 | RC Marseille       | Championnat de France            | 1/2 finale  | Coupe de France | 1/8 finale |
| 1953-1954 | RC Marseille       | Championnat de France            | Finaliste   | Coupe de France | 1/2 finale |
| 1954-1955 | RC Marseille       | Championnat de France            | 5e          | Coupe de France | Finaliste  |
| 1955-1956 | RC Marseille       | Championnat de France            | 1/2 finale  | Coupe de France | 1/2 finale |
| 1956-1957 | RC Marseille       | Championnat de France            | 1/2 finale  | Coupe de France | Vainqueur  |
| 1957-1958 |                    |                                  |             |                 |            |
| 1958-1959 |                    |                                  |             |                 |            |
| 1959-1960 | R.C. Saint-Gaudens | Championnat de France de 2e div. | Champion    | Coupe de France |            |
| 1960-1961 | R.C. Saint-Gaudens | Championnat de France de 2e div. | Finaliste   | Coupe de France | 1/8 finale |
| 1961-1962 | R.C. Saint-Gaudens | Championnat de France            | 1/4 finale  | Coupe de France | 1/8 finale |